# The 69 Eyes
The 69 Eyes je finski gothic rock/metal sastav nastao u Helsinkiju, 1989. Izvorno su svirali glam metal, ali od 1997. sviraju gothic metal, gothic rock i horror punk. Promjenom u glazbenom stilu postali su sve popularniji na međunarodnoj razini. 
Njihov prvi singl, "Sugarman" izdan je 1990. godine i to je rezultiralo izdavanjem prvog albuma 1992., Bump 'n' Grind u Finskoj. Njihov drugi album, Motor City Resurrection izdan je 1994. također samo u Finskoj. Godine 1995. izdali su svoj treći album Savage Garden i četvrti album Wrap Your Troubles In Dreams 1997.
Dolaskom petog albuma uslijedio je preokret u njihovoj karijeri. Godine 1999. izdali su album Wasting The Dawn koji ih je odveo izvan granica Finske. 
U rujnu 2000. godine izdali su novi album, Blessed Be. Singl Gothic Girl s tog albuma proveo je mjesece na Top 10 Singlova, a album Blessed Be se dugo nalazio na 4. mjestu Top 10 albuma u Finskoj.
Godine 2002. izdali su svoj sedmi studijski album, Paris Kills koji je bio tjednima broj 1 u Finskoj.

2004. su izdali osmi album, Devils, koji je u Finskoj ponovno bio broj 1. Taj album je također izdan u SAD-u. 2006. godine po prvi put su imali turneju po SAD-u.
Album Angels izdan je u ožujku 2007. godine. 

### Studijski albumi
1. Bump 'n' Grind (1992.)
2. Motor City Resurrection (1994.)
3. Savage Garden (1995.)
4. Wrap Your Troubles in Dreams (1997.)
5. Wasting the Dawn (1999.)
6. Blessed Be (2000.)
7. Paris Kills (2002.)
8. Devils (2004.)
9. Angels (2007.)
10. Back in Blood (2009.)
11. X' (2012.)
12. Universal Monsters (2016.)
13. West End (2019.)

### Live albumi
1. Framed in Blood - The Very Blessed of the 69 Eyes (2003.)
2. The 69 Eyes: Hollywood Kills (2008.)
3. Goth'N'Roll Box Set (2008.)

## Vanjske poveznice
- Službena stranica